# Hostrup (Lem Sogn)
 For alternative betydninger, se Hostrup. (Se også artikler, som begynder med Hostrup)
Hostrup er en tidligere hovedgård i Lem Sogn i det tidligere Rødding Herred, Viborg Amt, nu Skive Kommune. Den ligger på den sydvestlige del af halvøen Salling, nordvest for Sønder Lem Vig og øst for Venø Bugt i Limfjorden. 
Hostrup kendes tilbag til 1459, hvor den ejedes af Karen Nielsdatter Krabbe. Hovedbygningen er en trefløjet bygning i en etage, opført, oprindeligt i bindingsværk i 1742 af Peder Panderup, ombygget omkring 1880 af grev Schulin (formentlig Johan Sigismund Schulins søn Sigismund Ludvig Schulin, hvor den blev pudset op og tilføjet de svungne renæssancegavle.
Gården der ligger i Natura 2000område 32: Sønder Lem Vig og Geddal Strandenge bruges nu til fester, konferencer og ferieformål. 

## Eksterne kilder og henvisninger
- J.P. Trap: Kongeriget Danmark, 4. udg. 1925
- hostruphovedgaard.dk

56°33′51″N 8°45′45″Ø / 56.56417°N 8.76250°Ø
|  | Denne artikel om lokaliteten Hostrup (Lem Sogn) kan blive bedre, hvis der indsættes et (bedre) billede. Du kan hjælpe ved at afsøge Wikimedia Commons for et passende billede eller lægge et op på Wikimedia Commons med en af de tilladte licenser og indsætte det i artiklen. |